# Berghesia
Berghesia là một chi thực vật có hoa trong họ Thiến thảo (Rubiaceae).

## Loài
Chi Berghesia gồm các loài: